# Kamienica przy ul. Gołębiej 2 w Poznaniu
Kamienica przy ul. Gołębiej 2 – kamienica na Starym Mieście w Poznaniu, przy ul. Gołębiej, wybudowana w XIV wieku, a odbudowana w 1990. Siedziba Wielkopolskiego Wojewódzkiego Konserwatora Zabytków.
Od drugiej połowy XV wieku była już obiektem w pełni murowanym. Przebudowana w wiekach XVIII i XIX. W 1811 spaliła się górna część domu. W 1983 zawaliła się część budynku, co sprowokowało badania archeologiczne, co doprowadziło do odkrycia pierwotnych reliktów kamienicy. Na pierwszym piętrze znaleziono m.in. polichromię roślinną z XVI wieku. W piwnicach zachowały się natomiast sklepienia kolebkowe. W wejściu oryginalny portal późnogotycki (ceglany).